# Schitu Golești
Schitu Golești è un comune della Romania di 5 041 abitanti, ubicato nel distretto di Argeș, nella regione storica della Muntenia.
Il comune è formato dall'unione di 6 villaggi: Burnești, Costiță, Lăzărești, Loturi, Schitu Golești, Valea Pechii.